# Copa de baloncesto de Alemania 2024
La 57ª edición de la Copa de baloncesto de Alemania (en alemán Deutscher Pokalsieger y conocida popularmente como BBL-Pokal) celebró la final en Múnich el 18 de febrero de 2024. El campeón fue el Bayern Munich, repitiendo la victoria del año anterior, y que lograba así su quinto título.

## Clasificación
Se clasificaron para disputar la copa los 16 primeros clasificados de la Basketball Bundesliga 2022-23. Los ocho primeros pasan directamente a octavos de final. Los equipos que se ubicaron del noveno al 16 serán cabezas de serie y los dos equipos relegados, junto con los seis mejores equipos de la ProA de la temporada anterior, no serán cabezas de serie para el sorteo. El equipo del grupo no cabeza de serie tiene la ventaja de jugar en casa. Después de eso, se utilizará un sorteo abierto para las otras rondas.

## Primera ronda
El sorteo tuvo lugar el 13 de julio de 2023. Los partidos tuvieron lugar entre el 22 y el 24 de septiembre de 2023.
| 22 de septiembre de 2023 | Medi Bayreuth                                               | 82–89                                 | MLP Academics Heidelberg                                        | |  |
| 20:00                    | Parciales: 22–26, 30–24, 13–19, 17–20                       | Parciales: 22–26, 30–24, 13–19, 17–20 | Parciales: 22–26, 30–24, 13–19, 17–20                           | |  |
|                          | Estadísticas Selim Fofana 17 Aaron Carver 9 Shane Gatling 8 | Reporte Pts Reb Asts                  | Estadísticas Jeffrey Carroll 19 Isaiah Whaley 8 Bennet Hundt 10 | Pabellón: Oberfrankenhalle, Bayreuth Asistencia: 2,169 espectadores Árbitros: Christof Madinger, Nermin Hodzic, Tamer Arik |  |

| 23 de septiembre de 2023 | Rasta Vechta                                               | 84–76                                 | Rostock Seawolves                                                     | |  |
| 18:30                    | Parciales: 24–20, 18–19, 21–15, 21–22                      | Parciales: 24–20, 18–19, 21–15, 21–22 | Parciales: 24–20, 18–19, 21–15, 21–22                                 | |  |
|                          | Estadísticas Tommy Kuhse 26 Ferner, Iwundu 5 Tommy Kuhse 6 | Reporte Pts Reb Asts                  | Estadísticas Derrick Alston Jr. 14 Derrick Alston Jr. 6 Robi Amaize 4 | Pabellón: Rasta Dome, Vechta Asistencia: 3,448 espectadores Árbitros: Gentian Cici, Carsten Straube, Tim Krause |  |

| 23 de septiembre de 2023 | Giessen 46ers                                                   | 79–73                                 | Crailsheim Merlins                                    | |  |
| 18:30                    | Parciales: 26–17, 16–18, 20–14, 17–24                           | Parciales: 26–17, 16–18, 20–14, 17–24 | Parciales: 26–17, 16–18, 20–14, 17–24                 | |  |
|                          | Estadísticas Duane Wilson 22 Stefan Fundić 12 Simon Krajčovič 6 | Reporte Pts Reb Asts                  | Estadísticas Cook, Oduro 17 Prince Oduro 8 Baggette 7 | Pabellón: Sporthalle Gießen-Ost, Gießen Asistencia: 2,397 espectadores Árbitros: Enrico Streit, Moritz Krüper, Radeesh Kattur |  |

| 23 de septiembre de 2023 | Tigers Tübingen                                                  | 64–78                                 | Löwen Braunschweig                                     | |  |
| 20:00                    | Parciales: 17–22, 15–16, 13–19, 19–21                            | Parciales: 17–22, 15–16, 13–19, 19–21 | Parciales: 17–22, 15–16, 13–19, 19–21                  | |  |
|                          | Estadísticas Jhivvan Irvine 20 Krišs Helmanis 8 Jhivvan Irvine 4 | Reporte Pts Reb Asts                  | Estadísticas Barra Njie 18 Bango, Fru 6 Ahmaad Rorie 5 | Pabellón: Paul Horn-Arena, Tübingen Asistencia: 1,402 espectadores Árbitros: Benjamin Barth, Armin Mutapcic, Andreas Bohn |  |

| 23 de septiembre de 2023 | Karlsruhe Lions                                             | 81–93                                 | s.Oliver Würzburg                                                   | |  |
| 20:00                    | Parciales: 17–22, 21–25, 23–22, 20–24                       | Parciales: 17–22, 21–25, 23–22, 20–24 | Parciales: 17–22, 21–25, 23–22, 20–24                               | |  |
|                          | Estadísticas Bakary Dibba 21 Dennis Tunstall 8 Garai Zeeb 6 | Reporte Pts Reb Asts                  | Estadísticas Otis Livingston II 21 Javon Bess 9 Isaiah Washington 3 | Pabellón: Lina-Radke-Halle, Karlsruhe Asistencia: 1,500 espectadores Árbitros: Clemens Fritz, Nicolas Brendel, Christian Theis |  |

| 24 de septiembre de 2023 | Dresden Titans                                                 | 85–88                                 | Hamburg Towers                                                 | |  |
| 15:00                    | Parciales: 20–24, 19–29, 27–13, 19–22                          | Parciales: 20–24, 19–29, 27–13, 19–22 | Parciales: 20–24, 19–29, 27–13, 19–22                          | |  |
|                          | Estadísticas Tanner Graham 19 three players 4 Grayson Murphy 7 | Reporte Pts Reb Asts                  | Estadísticas Aleksander Dziewa 19 Durham, Dziewa 7 Al Durham 8 | Pabellón: Margon Arena, Dresden Asistencia: 1,831 espectadores Árbitros: Robert Lottermoser, Steve Bittner, Oliver Krause |  |

| 24 de septiembre de 2023 | Artland Dragons                                                     | 67–78                                 | Brose Bamberg                                                    | |  |
| 15:00                    | Parciales: 17–17, 14–21, 14–16, 22–24                               | Parciales: 17–17, 14–21, 14–16, 22–24 | Parciales: 17–17, 14–21, 14–16, 22–24                            | |  |
|                          | Estadísticas Hundt, Nwabuzor 10 Joanic Grüttner 11 Kilian Binapfl 5 | Reporte Pts Reb Asts                  | Estadísticas Zach Copeland 26 Nelson, Woodbury 6 Malik Johnson 4 | Pabellón: Artland-Arena, Quakenbrück Asistencia: 3,000 espectadores Árbitros: Anne Panther, Zulfikar Oruzgani, Stefan Fingerling |  |

| 24 de septiembre de 2023 | Skyliners Frankfurt                                                 | 73–81                                 | Mitteldeutscher BC                                               | |  |
| 17:00                    | Parciales: 28–23, 11–25, 12–11, 22–22                               | Parciales: 28–23, 11–25, 12–11, 22–22 | Parciales: 28–23, 11–25, 12–11, 22–22                            | |  |
|                          | Estadísticas Booker Coplin 18 Cameron Henry 5 Brenneke, Warnholtz 4 | Reporte Pts Reb Asts                  | Estadísticas Diante Baldwin 17 Martin Breunig 6 Baldwin, Stove 4 | Pabellón: Fraport Arena, Frankfurt Asistencia: 3,400 espectadores Árbitros: Martin Matip, Johannes Hack, Danjana Rey |  |

## Octavos de final
El sorteo tuvo lugar el 13 de julio de 2023. Los partidos se celebraron entre el 12 y el 15 de octubre de 2023.
| 12 de octubre de 2023 | Rasta Vechta                                                    | 101–99                                                 | BG Göttingen                                               | |  |
| 20:00                 | Parciales: 16–16, 23–26, 21–16, 25–27 (T.E.: 9–9, 7–5)          | Parciales: 16–16, 23–26, 21–16, 25–27 (T.E.: 9–9, 7–5) | Parciales: 16–16, 23–26, 21–16, 25–27 (T.E.: 9–9, 7–5)     | |  |
|                       | Estadísticas Tommy Kuhse 37 Grünloh, Schwieger 8 Tommy Kuhse 10 | Reporte Pts Reb Asts                                   | Estadísticas Kārlis Šiliņš 28 Bodie Hume 11 Umoja Gibson 7 | Pabellón: Rasta Dome, Vechta Asistencia: 3,051 espectadores Árbitros: Martin Matip, Moritz Krüper, Radeesh Kattur |  |

| 14 de octubre de 2023 | Niners Chemnitz                                                      | 89–64                                 | Giessen 46ers                                               | |  |
| 18:30                 | Parciales: 29–17, 20–13, 18–20, 22–14                                | Parciales: 29–17, 20–13, 18–20, 22–14 | Parciales: 29–17, 20–13, 18–20, 22–14                       | |  |
|                       | Estadísticas Kaza Kajami-Keane 24 Jeff Garrett 8 Kaza Kajami-Keane 6 | Reporte Pts Reb Asts                  | Estadísticas Duane Wilson 15 Luis Figge 7 Simon Krajčovič 3 | Pabellón: Chemnitz Arena, Chemnitz Asistencia: 3,471 espectadores Árbitros: Oliver Krause, Steve Bittner, Stefan Fingerling |  |

| 14 de octubre de 2023 | s.Oliver Würzburg                                               | 72–76                                 | ratiopharm Ulm                                                 | |  |
| 18:30                 | Parciales: 20–21, 12–23, 19–17, 21–15                           | Parciales: 20–21, 12–23, 19–17, 21–15 | Parciales: 20–21, 12–23, 19–17, 21–15                          | |  |
|                       | Estadísticas Zachary Seljaas 15 Zachary Seljaas 15 Javon Bess 5 | Reporte Pts Reb Asts                  | Estadísticas L. J. Figueroa 19 Trevion Williams 8 Juan Núñez 8 | Pabellón: s.Oliver Arena, Würzburg Asistencia: 2,391 espectadores Árbitros: Christof Madinger, Andreas Bohn, Armin Mutapcic |  |

| 14 de octubre de 2023 | Riesen Ludwigsburg                                                  | 79–80                                 | Telekom Baskets Bonn                                               | |  |
| 20:00                 | Parciales: 22–13, 24–21, 16–21, 17–25                               | Parciales: 22–13, 24–21, 16–21, 17–25 | Parciales: 22–13, 24–21, 16–21, 17–25                              | |  |
|                       | Estadísticas Jayvon Graves 19 Yorman Polas Bartolo 7 Buie, Graves 4 | Reporte Pts Reb Asts                  | Estadísticas Glynn Watson Jr. 21 Saviom Flagg 8 Glynn Watson Jr. 8 | Pabellón: MHPArena, Ludwigsburg Asistencia: 2,835 espectadores Árbitros: Carsten Straube, Enrico Streit, Christian Theis |  |

| 15 de octubre de 2023 | Hamburg Towers                                                  | 64–80                                 | Brose Bamberg                                                 | |  |
| 15:30                 | Parciales: 14–22, 20–22, 16–14, 14–22                           | Parciales: 14–22, 20–22, 16–14, 14–22 | Parciales: 14–22, 20–22, 16–14, 14–22                         | |  |
|                       | Estadísticas Mark Hughes 14 Seth Hinrichs 6 William Christmas 4 | Reporte Pts Reb Asts                  | Estadísticas Trey Woodbury 21 Filip Stanić 11 Zach Copeland 4 | Pabellón: Edel-optics.de Arena, Hamburg Asistencia: 1,987 espectadores Árbitros: Anne Panther, Zulifkar Oruzgani, Danjana Rey |  |

| 15 de octubre de 2023 | Mitteldeutscher BC                                               | 98–95                                 | MLP Academics Heidelberg                                            | |  |
| 15:30                 | Parciales: 24–22, 26–17, 25–25, 23–30                            | Parciales: 24–22, 26–17, 25–25, 23–30 | Parciales: 24–22, 26–17, 25–25, 23–30                               | |  |
|                       | Estadísticas Jonathan Stove 21 Martin Breunig 8 Diante Baldwin 6 | Reporte Pts Reb Asts                  | Estadísticas Vincent Kesteloot 19 Jeffrey Carroll 8 Isaiah Whaley 6 | Pabellón: Stadthalle Weißenfels, Weißenfels Asistencia: 1,500 espectadores Árbitros: Johannes Hack, Nermin Hodzic, Andreas Bohn |  |

| 15 de octubre de 2023 | Bayern Munich                                                    | 101–73                                | Baskets Oldenburg                                                    | |  |
| 17:00                 | Parciales: 32–20, 23–15, 25–17, 21–21                            | Parciales: 32–20, 23–15, 25–17, 21–21 | Parciales: 32–20, 23–15, 25–17, 21–21                                | |  |
|                       | Estadísticas Carsen Edwards 20 Serge Ibaka 9 Sylvain Francisco 5 | Reporte Pts Reb Asts                  | Estadísticas Charles Manning Jr. 15 Ebuka Izundu 7 DeWayne Russell 5 | Pabellón: BMW Park, Munich Asistencia: 6,367 espectadores Árbitros: Benjamin Barth, Clemens Fritz, Benedikt Loder |  |

| 15 de octubre de 2023 | Alba Berlin                                                 | 96–71                                 | Löwen Braunschweig                                        | |  |
| 18:30                 | Parciales: 23–17, 28–17, 25–17, 20–20                       | Parciales: 23–17, 28–17, 25–17, 20–20 | Parciales: 23–17, 28–17, 25–17, 20–20                     | |  |
|                       | Estadísticas Johannes Thiemann 20 Thiemann 6 Louis Olinde 4 | Reporte Pts Reb Asts                  | Estadísticas Jilson Bango 17 Bango, Sylla 7 TJ Crockett 8 | Pabellón: Mercedes-Benz Arena, Berlin Asistencia: 6,431 espectadores Árbitros: Robert Lottermoser, Dennis Sirowi, Tamer Arik |  |

## Cuartos de final
El sorteo tuvo lugar el 15 de octibre de 2023. Los partidos se disputaron el 9 y el 10 de diciembre de 2023. 
| 9 de diciembre de 2023 | Rasta Vechta                                               | 87–88                                 | Brose Bamberg                                                 | |  |
| 14:00                  | Parciales: 23–14, 16–28, 17–31, 31–15                      | Parciales: 23–14, 16–28, 17–31, 31–15 | Parciales: 23–14, 16–28, 17–31, 31–15                         | |  |
|                        | Estadísticas Tommy Kuhse 21 Joschka Ferner 5 Tommy Kuhse 7 | Reporte Pts Reb Asts                  | Estadísticas Zach Copeland 33 Trey Woodbury 6 Zach Copeland 5 | Pabellón: Rasta Dome, Vechta Asistencia: 3,140 espectadores Árbitros: Anne Panther, Carsten Straube, Clemens Fritz |  |

| 9 de diciembre de 2023 | Mitteldeutscher BC                                               | 70–85                                | Alba Berlin                                                         | |  |
| 16:00                  | Parciales: 9–29, 27–16, 16–20, 18–20                             | Parciales: 9–29, 27–16, 16–20, 18–20 | Parciales: 9–29, 27–16, 16–20, 18–20                                | |  |
|                        | Estadísticas Stephon Jelks 13 Martin Breunig 10 Diante Baldwin 5 | Reporte Pts Reb Asts                 | Estadísticas Johannes Thiemann 17 Tim Schneider 9 Matteo Spagnolo 8 | Pabellón: Stadthalle Weißenfels, Weißenfels Asistencia: 2,700 espectadores Árbitros: Gentian Cici, Steve Bittner, Nermin Hodzic |  |

| 9 de diciembre de 2023 | Niners Chemnitz                                             | 78–87                                 | ratiopharm Ulm                                                        | |  |
| 18:30                  | Parciales: 20–22, 19–17, 21–30, 18–18                       | Parciales: 20–22, 19–17, 21–30, 18–18 | Parciales: 20–22, 19–17, 21–30, 18–18                                 | |  |
|                        | Estadísticas Kevin Yebo 23 Jeff Garrett 9 Wesley van Beck 4 | Reporte Pts Reb Asts                  | Estadísticas L. J. Figueroa 19 Trevion Williams 16 Trevion Williams 5 | Pabellón: Chemnitz Arena, Chemnitz Asistencia: 4,711 espectadores Árbitros: Robert Lottermoser, Moritz Reiter, Armin Mutapcic |  |

| 10 de diciembre de 2023 | Telekom Baskets Bonn                                                           | 78–86                                 | Bayern Munich                                                         | |  |
| 17:00                   | Parciales: 19–22, 24–25, 15–25, 20–14                                          | Parciales: 19–22, 24–25, 15–25, 20–14 | Parciales: 19–22, 24–25, 15–25, 20–14                                 | |  |
|                         | Estadísticas Christian Sengfelder 21 Christian Sengfelder 6 Glynn Watson Jr. 5 | Reporte Pts Reb Asts                  | Estadísticas Sylvain Francisco 22 Bonga, Booker 8 Sylvain Francisco 5 | Pabellón: Telekom Dome, Bonn Asistencia: 6,000 espectadores Árbitros: Martin Matip, Christof Madinger, Johannes Hack |  |

## Final four
El sorteo tuvo lugar el 10 de diciembre de 2023. Los partidos tuvieron lugar el 17 y 18 de febrero de 2024 en Munich.
|  | Semifinales    | Semifinales    |               |    | Final | Final |
|  |                |                |               |    |       |       |
|  | 17 de febrero  |                |               |    |       |       |
|  |                |                |               |    |       |       |
|  | Brose Bamberg  | 62             |               |    |       |       |
|  | Brose Bamberg  | 62             | 18 de febrero |    |       |       |
|  | Bayern Munich  | 81             |               |    |       |       |
|  | Bayern Munich  | 81             | Bayern Munich | 81 |       |       |
|  | 17 de febrero  |                | Bayern Munich | 81 |       |       |
|  |                | ratiopharm Ulm | 65            |    |       |       |
|  | Alba Berlin    | ratiopharm Ulm | 65            | 79 |       |       |
|  | Alba Berlin    |                |               | 79 |       |       |
|  | ratiopharm Ulm | 87             |               |    |       |       |
|  | ratiopharm Ulm | 87             |               |    |       |       |

### Semifinales
| 17 de febrero de 2024 | Brose Bamberg                                                | 62–81                                | Bayern Munich                                               | |  |
| 14:00                 | Parciales: 22–21, 10–27, 9–15, 21–18                         | Parciales: 22–21, 10–27, 9–15, 21–18 | Parciales: 22–21, 10–27, 9–15, 21–18                        | |  |
|                       | Estadísticas Zach Copeland 19 Filip Stanić 9 Zach Copeland 3 | Reporte Pts Reb Asts                 | Estadísticas Serge Ibaka 15 Serge Ibaka 9 Leandro Bolmaro 4 | Pabellón: BMW Park, Munich Asistencia: 6,500 espectadores Árbitros: Robert Lottermoser, Moritz Reiter, Carsten Straube |  |

| 17 de febrero de 2024 | Alba Berlin                                                           | 79–87                                 | ratiopharm Ulm                                                  | |  |
| 17:30                 | Parciales: 18–19, 22–23, 21–17, 18–28                                 | Parciales: 18–19, 22–23, 21–17, 18–28 | Parciales: 18–19, 22–23, 21–17, 18–28                           | |  |
|                       | Estadísticas Procida, Spagnolo 14 Bean, Schneider 5 Matteo Spagnolo 7 | Reporte Pts Reb Asts                  | Estadísticas Trevion Williams 25 Trevion Williams 12 De Paula 6 | Pabellón: BMW Park, Munich Asistencia: 6,500 espectadores Árbitros: Martin Matip, Anne Panther, Christof Madinger |  |

### Final
| 18 de febrero de 2024 | Bayern Munich                                                       | 81–65                                | ratiopharm Ulm                                     | |  |
| 14:00                 | Parciales: 9–18, 26–10, 24–19, 22–18                                | Parciales: 9–18, 26–10, 24–19, 22–18 | Parciales: 9–18, 26–10, 24–19, 22–18               | |  |
|                       | Estadísticas Sylvain Francisco 17 Serge Ibaka 7 Sylvain Francisco 4 | Reporte Pts Reb Asts                 | Estadísticas Figueroa, Núñez 17 Williams 7 Núñez 5 | Pabellón: BMW Park, Munich Asistencia: 6,500 espectadores Árbitros: Robert Lottermoser, Anne Panther, Moritz Reiter |  |